# Werner Kartz
Werner Kartz (* 6. Dezember 1956) ist ein ehemaliger deutscher Fußballspieler und -trainer.
Der 1,76 m große Mittelfeldspieler absolvierte in der Saison 1986/87 für den FSV Salmrohr 24 Spiele in der 2. Fußball-Bundesliga und erzielte dabei ein Tor. Seit 1984 war er bereits für Salmrohr aktiv, zuvor spielte er für Eintracht Trier, den SV Prüm und den SV Weinsheim.
Nach seiner Spielerkarriere arbeitet Kartz als Trainer, er betreute u. a. den FC 08 Homburg, den SV Prüm, den SV Dörbach und zuletzt Eintracht Trier.